# Dieu le Père
 (juin 2024).

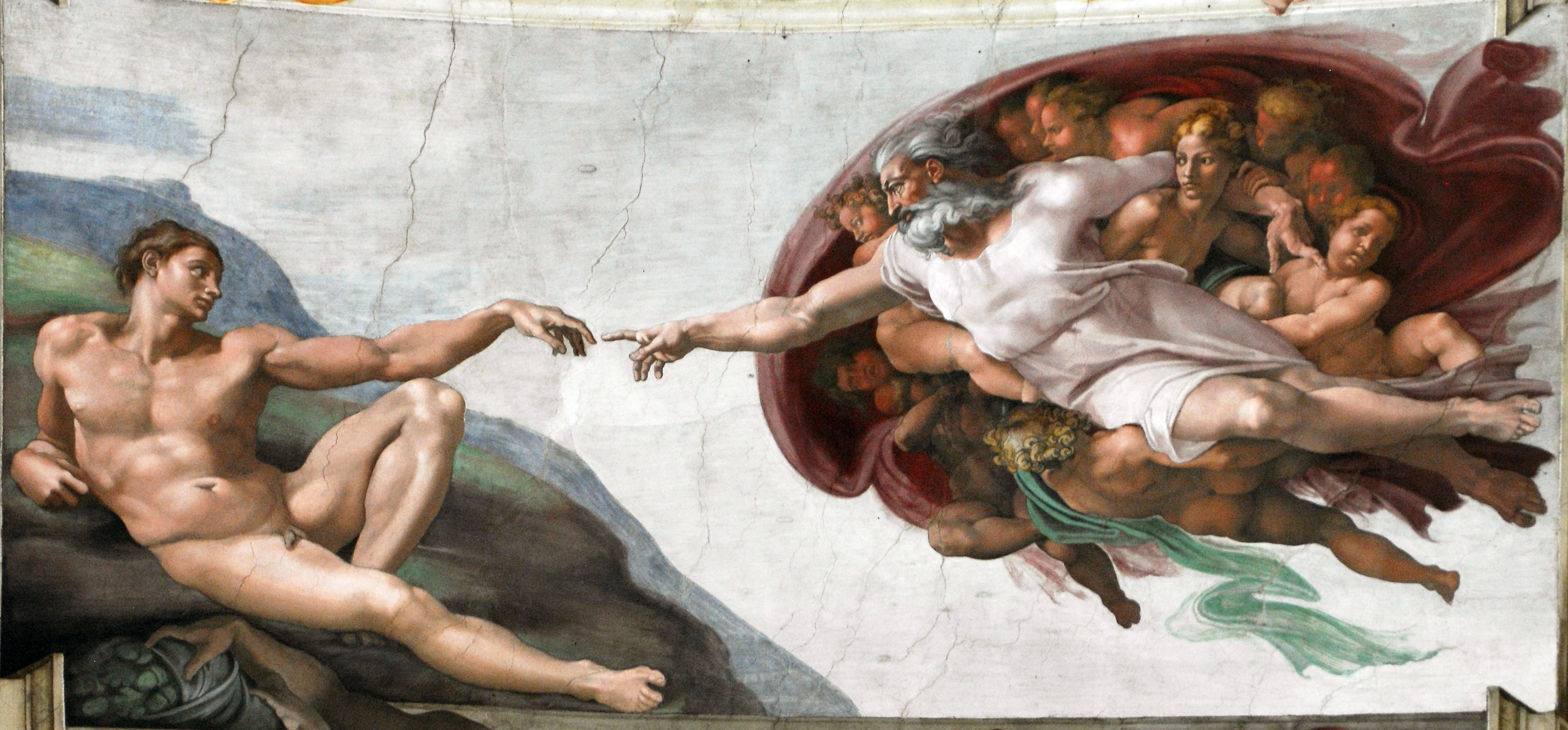
La Création d'Adam après restauration de la fresque de Michel-Ange de la chapelle Sixtine.

Dieu le Père est la première des trois personnes du Dieu trinitaire selon la théologie chrétienne : Père, Fils et Saint-Esprit.
En amont du christianisme, le judaïsme a développé certains attributs de YHWH comme Père du fait de sa création de l'Univers, de sa paternité envers le peuple d'Israël et de l'enseignement qu'il révèle à ce peuple.
Jésus de Nazareth, dans les Évangiles, définit cette paternité divine comme l'élément essentiel de Dieu avec l'amour. Il enseigne également que cette paternité est ouverte à l'ensemble du genre humain.
La représentation de Dieu dans l'art, au début interdite dans le christianisme primitif s'appuyant sur le judaïsme, et encore pendant plusieurs siècles, se développe à travers la peinture et la sculpture, où Dieu le Père apparaît sous différents aspects : celui de la lumière, ou sous la forme d'un homme âgé portant généralement une barbe blanche. Ces différentes représentations trouvent leur inspiration dans des textes de l'Ancien ou Nouveau Testament et sont reprises à travers le cinéma ou la publicité.

## Dieu dans le judaïsme

### Paternité dans le judaïsme préchrétien

#### Contexte de la paternité de Dieu dans les religions proches du judaïsme
L'environnement religieux dans lequel est né et a grandi le judaïsme est celui de religions polythéistes, principalement en Mésopotamie, Égypte. Ces religions polythéistes avaient des conceptions de dieux présentés comme Pères. Face à ces conceptions, le judaïsme a considéré dans plusieurs passages de la Bible hébraïque de manière péjorative certaines conceptions des dieux présentés comme Père, comme dans le livre de Jérémie 2, 27 :
« ...eux, leurs rois, leurs princes, leurs prêtres et leurs prophètes, qui disent au bois: « Tu es mon père! » et à la pierre : « Toi tu m'as enfanté ! » ».

#### Paternité de Dieu
La qualification de Dieu comme Père est très nette dans le judaïsme ; en effet, on lit dans le livre du Deutéronome, au chapitre 32, verset 6 : « L'Eternel [...] n'est-il pas ton Père, ton Créateur ? »

De plus la présence d'attributs de la paternité de Dieu dans la Bible peut se développer sous trois principaux aspects : tout d'abord la présence d'un Dieu comme créateur et source de la vie, comme dans le livre de la Genèse. Le deuxième principal attribut paternel qui est présent est celui d'un Dieu éducateur : il est le « législateur » du monde, le « régisseur » de toutes choses. Enfin, le dernier attribut paternel présent dans la Bible est celui de la filiation de YHWH avec son peuple Israël, présent à de nombreuses reprises, comme dans le Livre de l'Exode 4, 22 où Dieu agit avec Israël comme un Père pour son fils : 
« Alors tu diras à Pharaon : Ainsi parle YHWH : mon fils premier-né, c'est Israël. Je t'avais dit « Laisse aller mon fils, qu'il me serve. Et si tu refuses de le renvoyer, voici que je tuerai ton fils, ton premier-né... » ».

#### Paternité divine à travers les personnages bibliques
Une autre marque de la présence voire de la paternité de Dieu se trouve dans les noms de personnes présentes dans la Bible. Ainsi plusieurs d'entre elles portent le nom de Dieu (El) en association. Dès la Genèse, c'est Dieu qui renomme le patriarche Jacob « Israël » : « Et ton nom ne sera plus Jacob. Désormais, Israël sera ton nom ». Israël signifie « Qui lutte avec Dieu » ou « Que Dieu protège/impose »,, et ses douze fils, chefs des Douze tribus, figurent les enfants d'Israël, expression qui désignera les Hébreux ou Israélites puis le peuple juif dans son entier. Dans le Livre de l’Exode, les Israélites sont constamment appelés « enfants d’Israël », notamment lorsque Dieu parle à Moïse.
D'autres personnages de la Torah portent plus précisément le nom d'un Dieu Père : Abiyyah (YHWH est mon Père) est mentionné dans la famille patriarcale de Benjamin lors de l'Exode (-1300 av. J.-C.). De même Eliab (Dieu est mon Père) est le nom donné à un chef de la tribu de Zabulon (Livre des Nombres 1,9 ; 2,7 ; 7, 24 et 29; 10 -16). Abiel (Dieu est mon Père) est le nom du grand-père de Saül et d'Abner (vers - 1100 av. J.-C.). Joab (YHWH est Père) est le nom du neveu de David (-1030 av. J.-C.). La présence de la paternité de YHWH est importante dans l'histoire biblique entre l'Exode et le début de la maison de David, même si les noms faisant mention d'un Dieu Père sont moins présents après la période de la monarchie de David.

#### Paternité divine dans les écrits de Qumran
La découverte des manuscrits de la mer Morte, à partir de 1947, permet d'entrer en possession des manuscrits les plus anciens des textes judaïques découverts à ce jour[Quand ?] (IIIe siècle av. J.-C. - Ier siècle apr. J.-C.). Tous les manuscrits ne font pas partie du canon biblique des écritures reconnues, cependant, ils montrent l'idée de YHWH dans le judaïsme à l'époque de Jésus. Les mentions d'un Dieu présenté comme un Père y sont rares. Cependant un texte, dans les Hymnes IX, 29-36, qui reprend de nombreux textes de la Bible, montre un développement très important de la Paternité de YHWH. Cette paternité de Dieu est restrictive, elle ne concerne que « tous (ses) fils fidèles » et ne présente pas un Dieu Père de tous les hommes ni même un Dieu Père de tous les juifs :

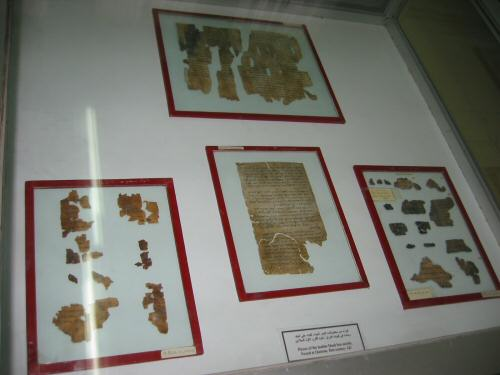
Fragments de rouleaux exposés au musée archéologique d'Amman.

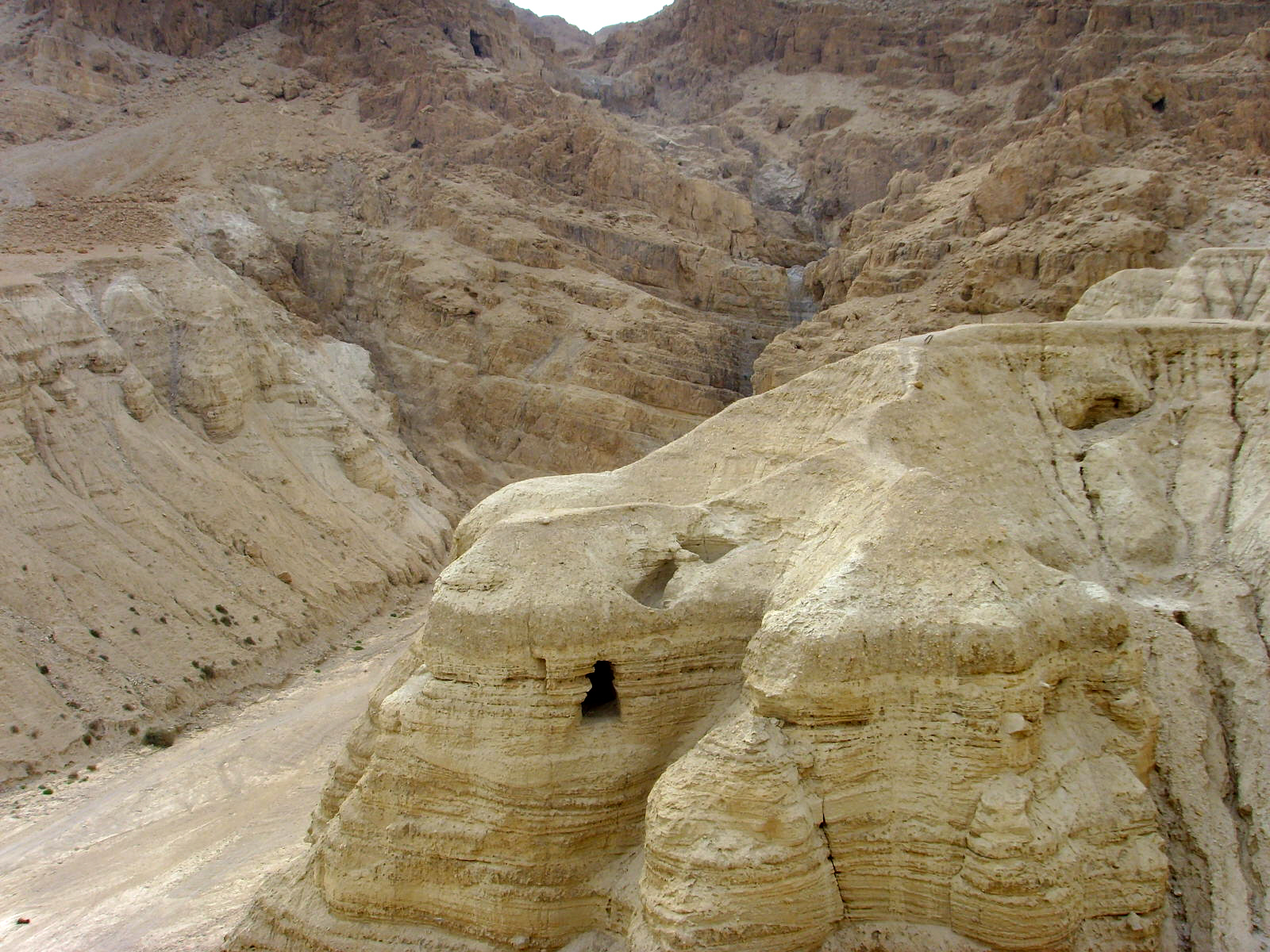
Une des grottes dans lesquelles les manuscrits ont été trouvés.

Car, Toi, plus que mon Père tu m'as connu,

plus que le sein de... (fragment incomplet)

et plus que ma mère tu t'es occupé de moi.

Depuis ma plus tendre enfance (durent) tes tendresses envers moi

et sur le giron de celle qui m'a porté... (fragment incomplet)

Depuis ma jeunesse Tu m'es apparu dans la sagesse de ton jugement

et dans la vérité stable Tu m'as soutenu

Par Ton esprit de sainteté Tu me délectes

et jusqu'au jour... (fragment incomplet)

Ta juste réprimande (accompagne) mes... (fragment incomplet)

et Ta paisible vigilance (procure) la sauvegarde de mon âme.

L'abondance des pardons (accompagne) mes pas,

et la foule des tendresses (influence) Ton jugement sur moi

Jusqu'à la vieillesse (c'est) Toi (qui) me sustenteras

Car mon père ne m'a pas connu

et ma mère m'a abandonné sur Toi.

Car Tu (es) un Père pour tous ses Fils fidèles,

Tu as exulté sur eux comme une maman sur son bébé,

et comme celui qui porte le giron

Tu sustentes toutes Tes œuvres.

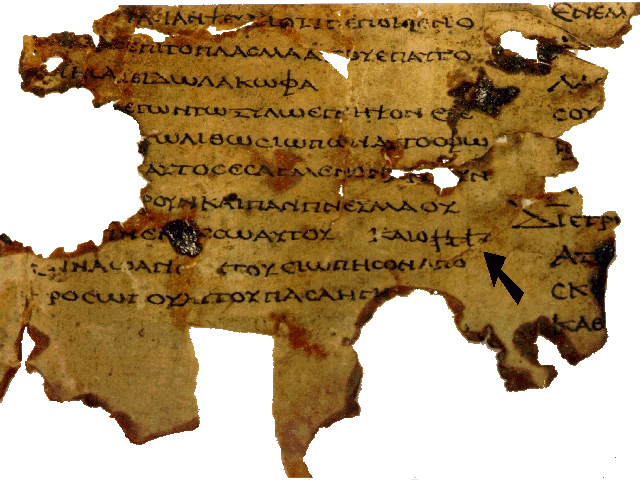
Flèche pointant vers le nom divin en écriture paléo-hébraïque du fragment du rouleau des Prophètes, v. 50 av. J.-C.-50 ap. J.-C.

Dans d'autres textes de la littérature juive présente à Qumran, la paternité de Dieu est moins développée mais seulement constituée d'allusions : le livre des Jubilés I, 24-25 et 28 mentionne la paternité de Dieu pour les « fils de Jacob » : 
« Tous sauront que je suis le Dieu d'Israël, le Père de tous les fils de Jacob et le Roi de la montagne de Sion pour l'éternité ». 
De même dans les Testaments des douze patriarches, Dieu est présenté comme le père des descendants de Lévi et de Juda : 
« Les cieux s'ouvriront sur lui (le descendant de Juda) pour verser l'esprit, la bénédiction du Père Saint, et lui, il versera l'esprit de bienveillance sur vous » (Testament de Judas 24,2). 
Enfin l'Apocalypse de Moïse (35, 2-3) décerne à Dieu le nom de « Père » : 
« Pardonne-lui (à Adam), Père de tout, car il est ton image... Sera-t-il un jour remis aux mains du Père invisible, notre Dieu ? ».

### Paternité dans le judaïsme post-chrétien

#### Paternité dans la littérature judaïque post-chrétienne
Dans les prières judaïques du Mishnah et du Talmud, YHWH est présenté comme un Père tant du peuple d'Israël que de chaque individu en particulier. De même, la prière d'Amida présente par deux fois des invocations de YHWH comme Père (5e et 6e bénédiction) ; de même encore, une prière composée par Rabbi Akiva (mort en 135 apr. J.-C.).

#### Paternité présente dans la théologie rabbinique
Le thème de la paternité de YHWH dans la théologie rabbinique s'est néanmoins développé sous l'influence de l'expansion de la doctrine chrétienne de la Trinité, qui a stimulé une réflexion théologique[réf. souhaitée].

## Christianisme

### Trinité

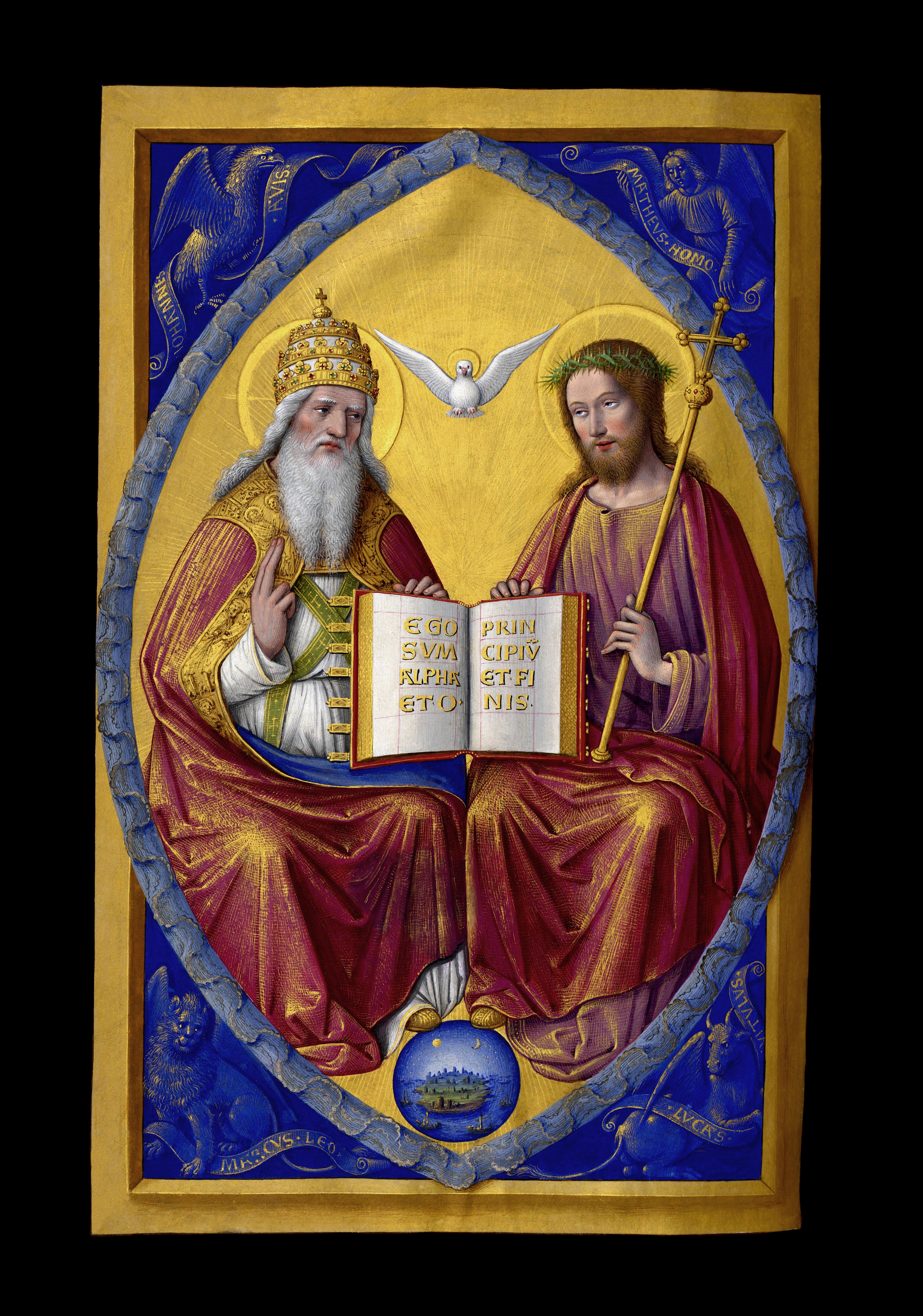
La Sainte Trinité, miniature extraite des Grandes Heures d'Anne de Bretagne, v. 1503-1508.

La majorité des courants du christianisme (catholique, orthodoxe, protestant) confessent un Dieu unique en trois hypostases : Père, Fils et Esprit Saint, égales et participant à une même essence (consubstantialité ou homoousia).
L'énoncé du dogme de la Trinité se présente comme la conséquence de ce qui est dit du mystère de Dieu dans les Écritures : dans l'Ancien Testament, Dieu a révélé son existence et son unicité ; dans le Nouveau Testament ont été affirmés la divinité de Jésus-Christ et le caractère personnel de l'Esprit-Saint.
Le nom « Dieu le Père » est donc considéré par les chrétiens non pas comme l'existence d'un Dieu différent des autres, mais comme l'une des personnes de Dieu. D'ailleurs, l'Évangile nomme Dieu le Père uniquement par « Père » ; c'est la théologie qui, dans un but de simplification, affirme « Dieu le Père ».

### Révélation de la paternité de Dieu à travers les Évangiles

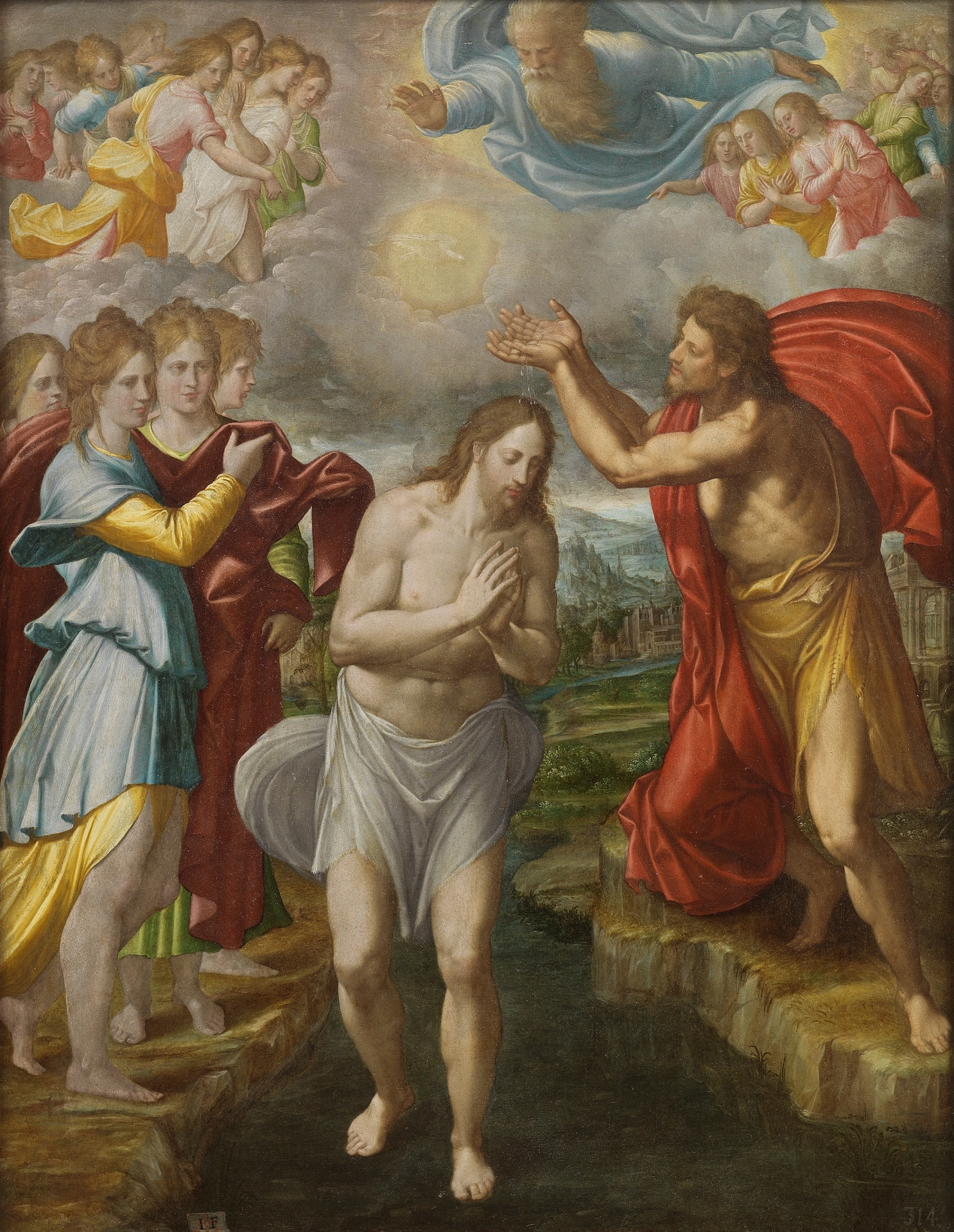
Représentation du baptême de Jésus.

À l’époque de Jésus, le judaïsme donne des attributs de la paternité à YHWH, cependant ces attributs ne sont pas essentiels. Pour Jésus, les attributs primordiaux de Dieu sont son Amour et sa Paternité.
Les différents évangélistes synoptiques ne semblent pas donner la même importance à la paternité de Dieu : Sa paternité n’est mentionnée que cinq fois dans l’Évangile selon Marc, l’Évangile selon Luc ne mentionne la paternité de Dieu que pendant l’enfance et la Passion du Christ, même si la paternité est décrite à travers la parabole du Fils prodigue,. Dans l’Évangile selon Matthieu et dans les lettres de Saint Paul, la paternité de Dieu est présente. Ce sont les écrits de Jean l’Évangéliste (Lettres de Jean, et Évangile selon Jean) qui mettent au cœur de toute la spiritualité la Paternité de Dieu : la paternité est mentionnée plus de 16 fois dans les deux lettres. Dans l’Évangile selon Jean la Paternité y est ainsi très développée et décrite comme une véritable adoption qui fait participer les chrétiens, à travers Jésus, à une nouvelle naissance qui ouvre à la paternité de Dieu le Père.

#### Dieu le Père et Jésus
Dans les Évangiles, Jésus révèle avoir une relation très particulière avec Dieu, qu’il appelle « Père ». De même, Dieu à plusieurs reprises appelle Jésus « son Fils bien aimé ». La mission de Jésus lui est donnée par son Père, de même la connaissance de Dieu le Père n’est possible que par Jésus seul,. Enfin Jésus et Dieu le Père participent de la même essence divine.

#### Incarnation de Jésus révélant la paternité de Dieu

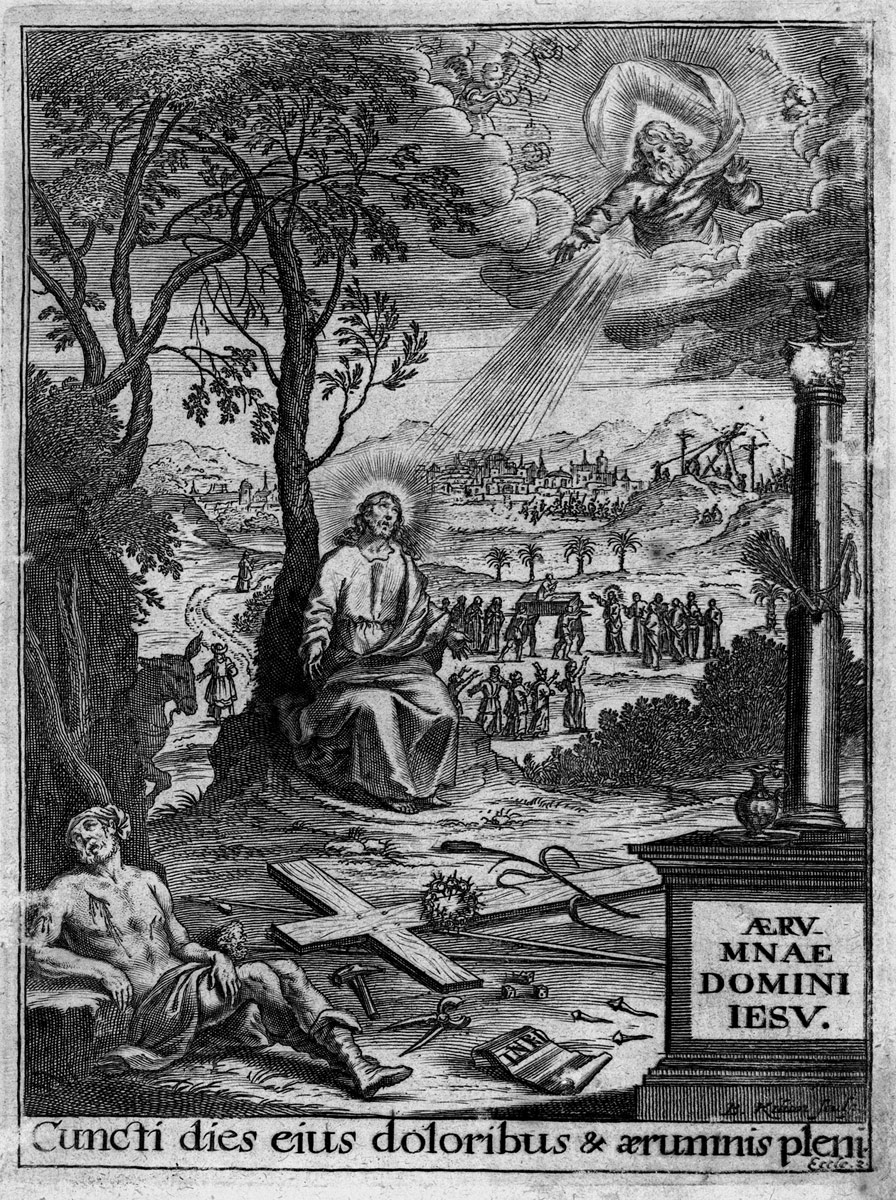
Représentation de la Passion en 1678.

Les écrits évangéliques décrivent le mystère de l'Incarnation comme ayant pour raison de révéler la paternité de Dieu au monde. L'Évangile selon Jean affirme ainsi que l'incarnation a pour but de donner aux hommes « la possibilité de devenir enfants de Dieu »,. L'enseignement de Jésus découle en grande partie de cette paternité : les bonnes œuvres ont pour objectif la glorification du Père, chacun pardonne comme le Père lui pardonne,, l'entrée au ciel est réservée à ceux qui accomplissent la volonté du Père, la plénitude de la vie morale consiste à être miséricordieux comme le Père est miséricordieux et parfait comme le Père est parfait.

#### Paternité universelle de Dieu le Père
Les récits évangéliques mentionnent à plusieurs reprises la paternité universelle de Dieu envers tous les hommes. De même que les juifs donnent à Yahweh des attributs de la paternité par la création, Jésus à travers ses enseignements affirme à plusieurs reprises une paternité universelle de Dieu : tous les hommes ont Dieu pour père, même s'ils se révoltent contre lui, il est le père des « bons » comme des « méchants ». Jésus affirme aussi que Dieu est bon pour tous et se comporte comme un bon père en tout temps. La paternité de Dieu est tellement vraie selon Jésus que seul Dieu mérite le nom de Père.

#### Prière du Notre Père
La paternité de Dieu dans l'Évangile trouve un de ses accomplissements dans la prière du Notre Père. Le Notre Père est la prière enseignée par Jésus à ses disciples qui demandent comment prier. Jésus alors enseigne de prier en disant : « Notre Père », montrant l'importance essentielle de l'attribut de Dieu, et pour les chrétiens son essence.

### Dans la théologie

#### Créateur du ciel et de la terre

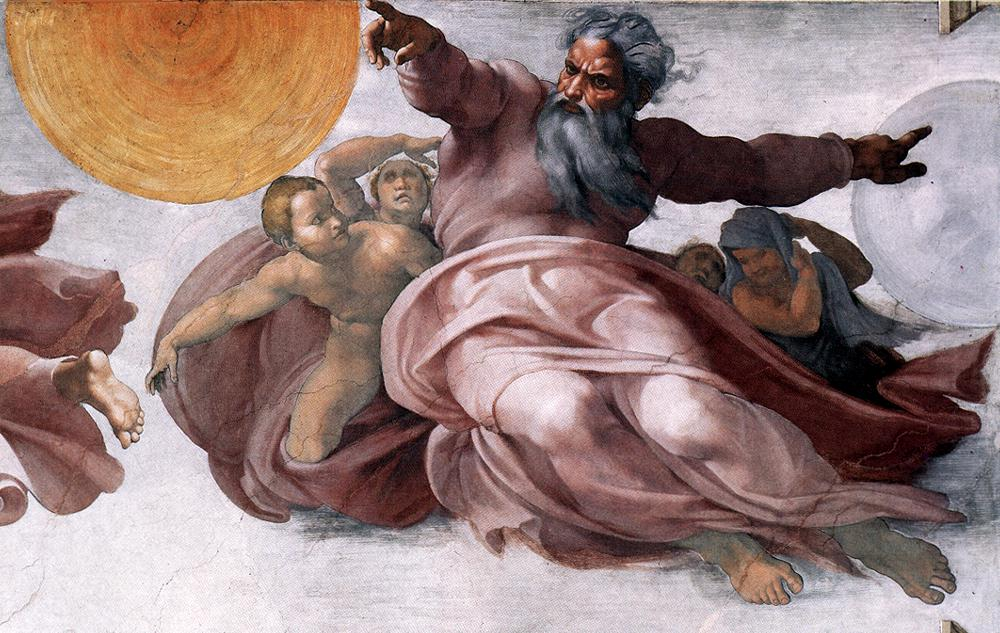
Dieu crée le Soleil, la Lune et les plantes, selon la vision chrétienne de Michel-Ange.

Dieu le Père est défini dès le début de la Bible comme le créateur du ciel et de la terre : « Au commencement, Dieu créa le ciel et la terre » (Gn 1, 1). Le symbole de Nicée-Constantinople reprend ces paroles en confessant Dieu le Père Tout-puissant comme « le Créateur du ciel et de la terre, de l’univers visible et invisible ». Jésus-Christ, fils de Dieu, est venu relever l'homme de la chute du péché originel. Selon le catéchisme, la création est le fondement de « tous les desseins salvifiques de Dieu », « le commencement de l’histoire du salut » qui culmine dans le Christ. L'intérêt réservé aux recherches sur les origines du monde et de l'homme est stimulé par une question qui dépasse le domaine propre des sciences naturelles. Il ne s’agit pas seulement de savoir quand et comment a surgi matériellement le cosmos, ni quand l’homme est apparu, mais plutôt de découvrir quel est le sens d’une telle origine : si elle est gouvernée par le hasard, un destin aveugle, une nécessité anonyme, ou bien par un Être transcendant, intelligent et bon, appelé Dieu.
Dans l'encyclique Laudato si' sur la sauvegarde de la Création, le pape François enseigne la nécessité de croire en un Dieu créateur pour respecter la Création :

« Nous ne pouvons pas avoir une spiritualité qui oublie le Dieu tout-puissant et créateur. Autrement, nous finirions par adorer d’autres pouvoirs du monde, ou bien nous prendrions la place du Seigneur au point de prétendre piétiner la réalité créée par lui, sans connaître de limite. La meilleure manière de mettre l’être humain à sa place, et de mettre fin à ses prétentions d’être un dominateur absolu de la terre, c’est de proposer la figure d’un Père créateur et unique maître du monde, parce qu’autrement l’être humain aura toujours tendance à vouloir imposer à la réalité ses propres lois et intérêts. »

La prima pars de la Somme théologique de saint Thomas d'Aquin est entièrement consacrée au thème de « Dieu et la création ».

#### Genre de Dieu dans la réflexion théologique
Les caractéristiques masculines sont souvent décrites en parlant de Dieu le Père, tant dans les Écritures que dans les différentes traditions monothéistes. Ainsi les Écritures lorsqu'elles parlent de Dieu le Père emploient le pronom masculin « Il ».
Néanmoins, des images féminines de Dieu se retrouvent également dans la Bible : Dieu assimilé à une mère, à une femme en travail :
- une mère qui ne peut oublier l'enfant qu'elle nourrit[28] ;
- une mère qui console ses enfants[29] ;
- une mère qui les porte dès la naissance et les protège[30] / une mère qui les nourrit et les protège ;
- une mère qui a donné naissance aux enfants d'Israël[31] ;
- une mère qui appelle, enseigne, détient, guérit et nourrit ses petits[32].

Dieu est aussi défini comme un Esprit, n'ayant pas de sexe biologique, et dont le genre est indéterminé ou féminin (en). Le Catéchisme de l'Église catholique au numéro 239 stipule : « Il convient alors de rappeler que Dieu transcende la distinction humaine des sexes. Il n’est ni homme, ni femme, il est Dieu. Il transcende aussi la paternité et la maternité humaines (cf. Ps 27, 10), tout en étant l’origine et la mesure (cf. Ep 3, 14 ; Is 49, 15) : Personne n’est père comme l’est Dieu ».

## Dieu le Père dans la culture

### Interdiction des représentations de Dieu

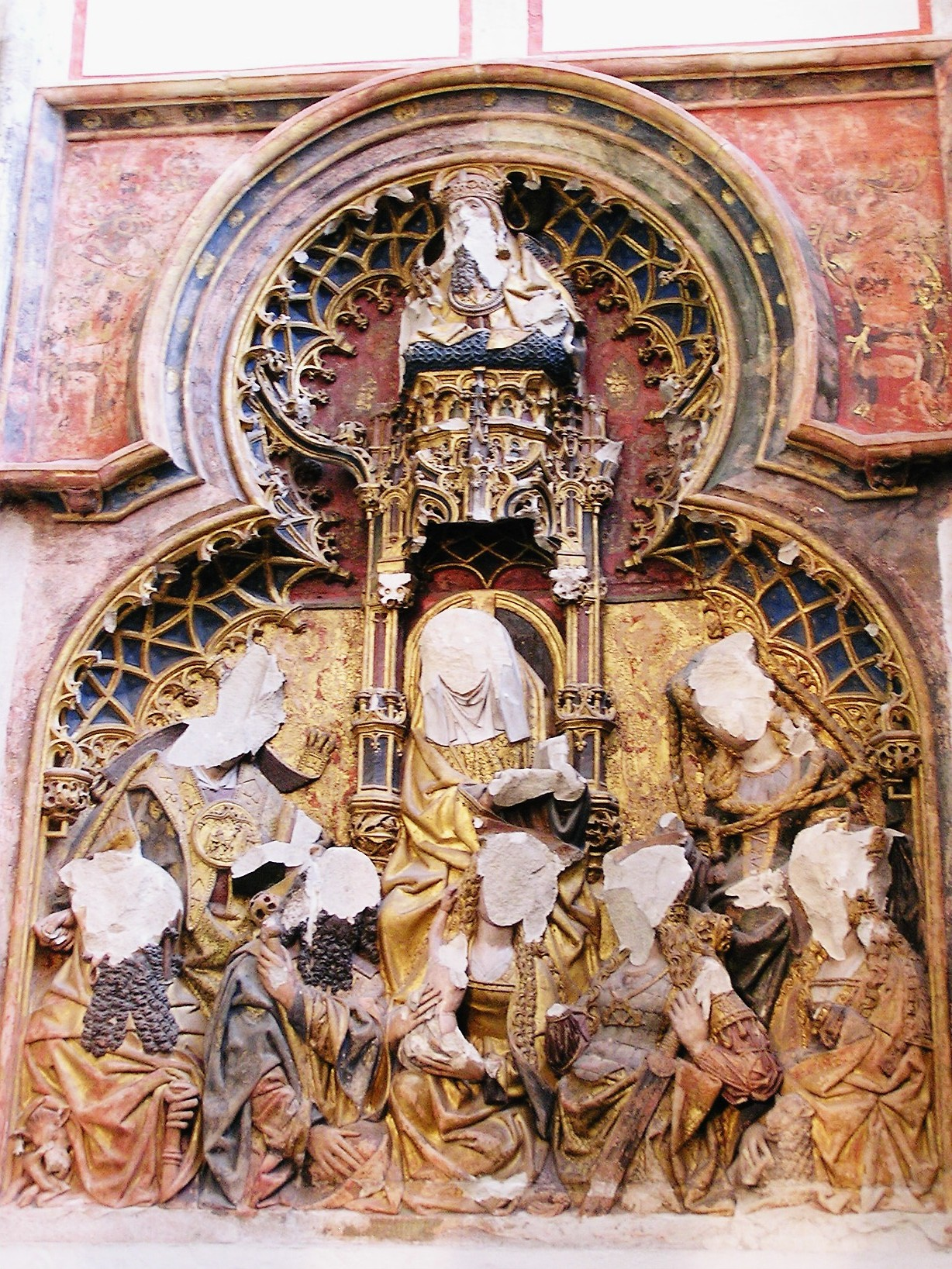
Statues dans la cathédrale Saint Martin à Utrecht, attaquées durant l'iconoclasme de la Réforme au XVIe siècle.

#### Sources bibliques
L'interdit de représentation trouve sa justification dans la Bible, lors de l'Exode : 

« Tu ne te feras point d’image taillée, ni de représentation quelconque des choses qui sont en haut dans les cieux, qui sont en bas sur la terre, et qui sont dans les eaux plus bas que la terre. Tu ne te prosterneras point devant elles, et tu ne les serviras point ; car moi, l’Éternel, ton Dieu, je suis un Dieu jaloux, qui punit l’iniquité des pères sur les enfants jusqu’à la troisième et la quatrième génération de ceux qui me haïssent, et qui fait miséricorde jusqu’à mille générations à ceux qui m’aiment et qui gardent mes commandements. »

— Exode 20:4-6
Cette interdiction répétée dans l'Exode puis notamment dans le Lévitique et le Deutéronome conduit à la non représentation de la figure de Dieu chez les juifs et marque leur aniconisme.
Isolément, des fresques de la synagogue de Doura Europos du milieu du IIIe siècle montrent la « main de Dieu ».

#### Christianisme
Chez les chrétiens, les représentations de Dieu sous la forme d'icône fut l'objet d'une crise au sein du monde chrétien. Au cours des VIIIe et IXe siècles, cette interdiction conduisit à des destructions massives d’iconostases et la persécution de leurs adorateurs, les iconophiles ou iconodules. À partir du bas Moyen Âge et particulièrement de la Renaissance, les représentations artistiques de Dieu sont librement utilisées dans l'Église occidentale.
L'arrivée du protestantisme et principalement Jean Calvin a de nouveau contribué à refuser les images de Dieu en se fondant sur le même passage de la Bible. L'iconoclasme caractérise une partie de la Réforme protestante.

### Représentations artistiques

#### Représentations visuelles de Dieu le Père

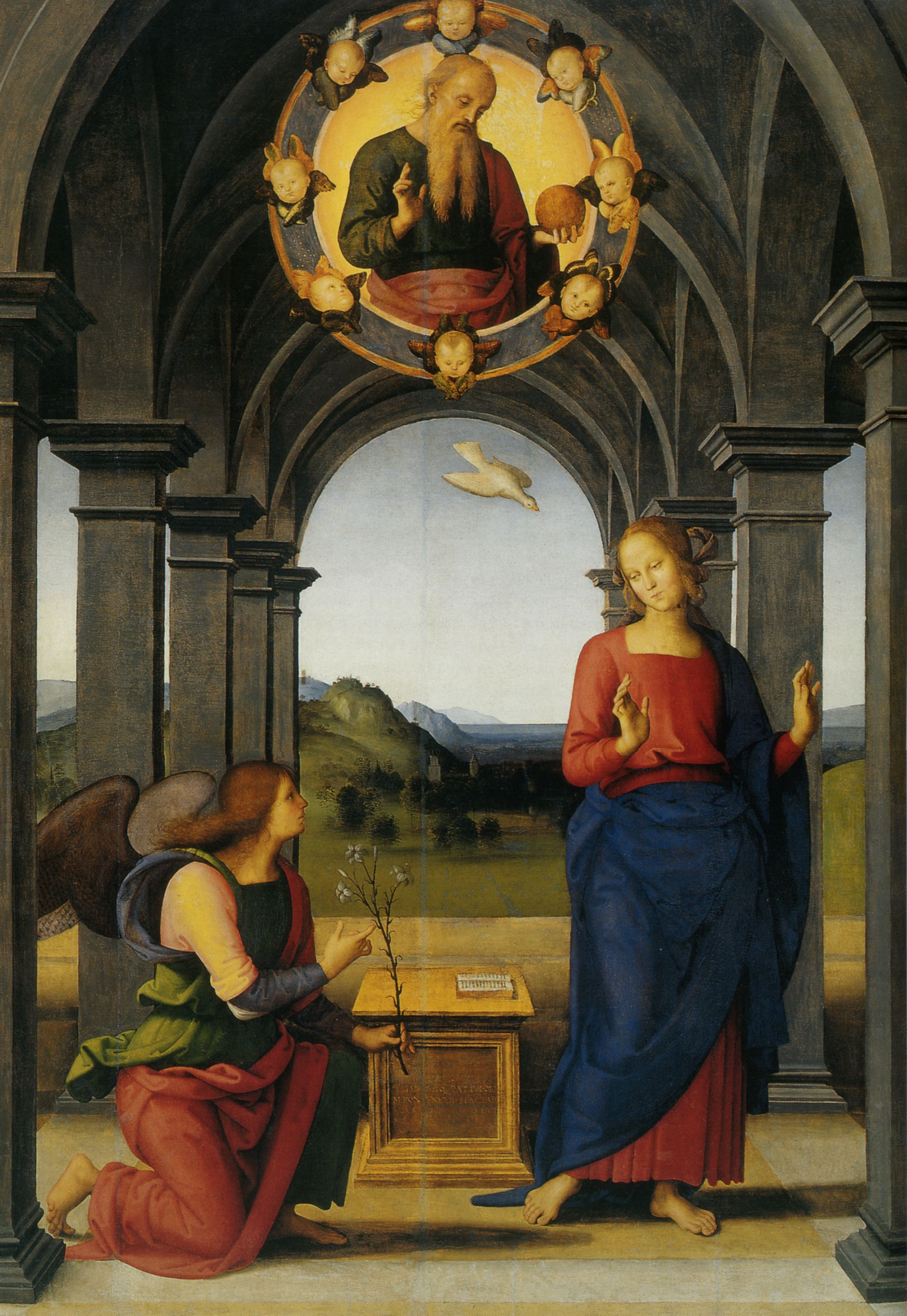
Le Pérugin, Annonciation, 1489.
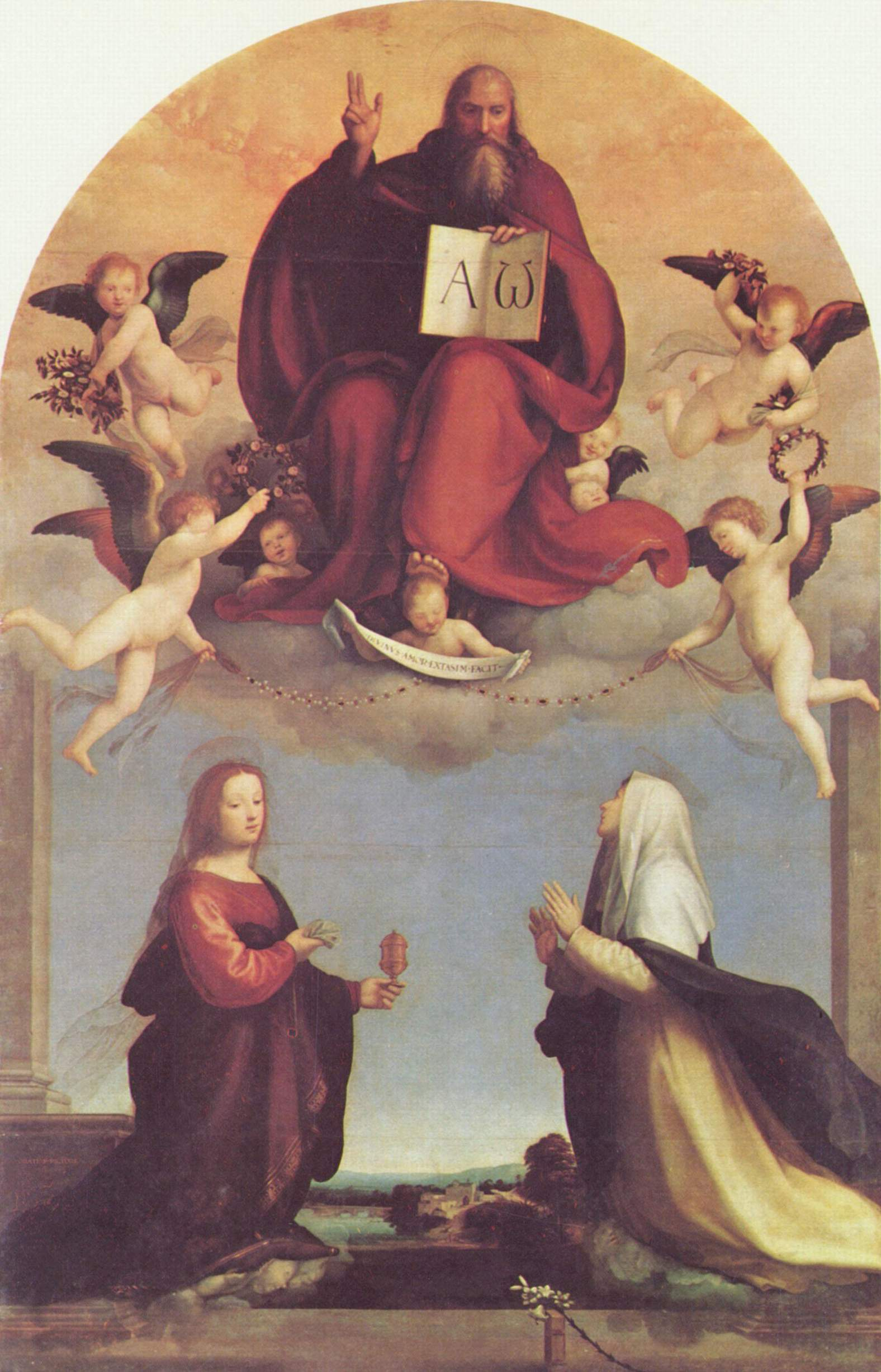
Fra Bartolomeo, Annonciation, 1509.
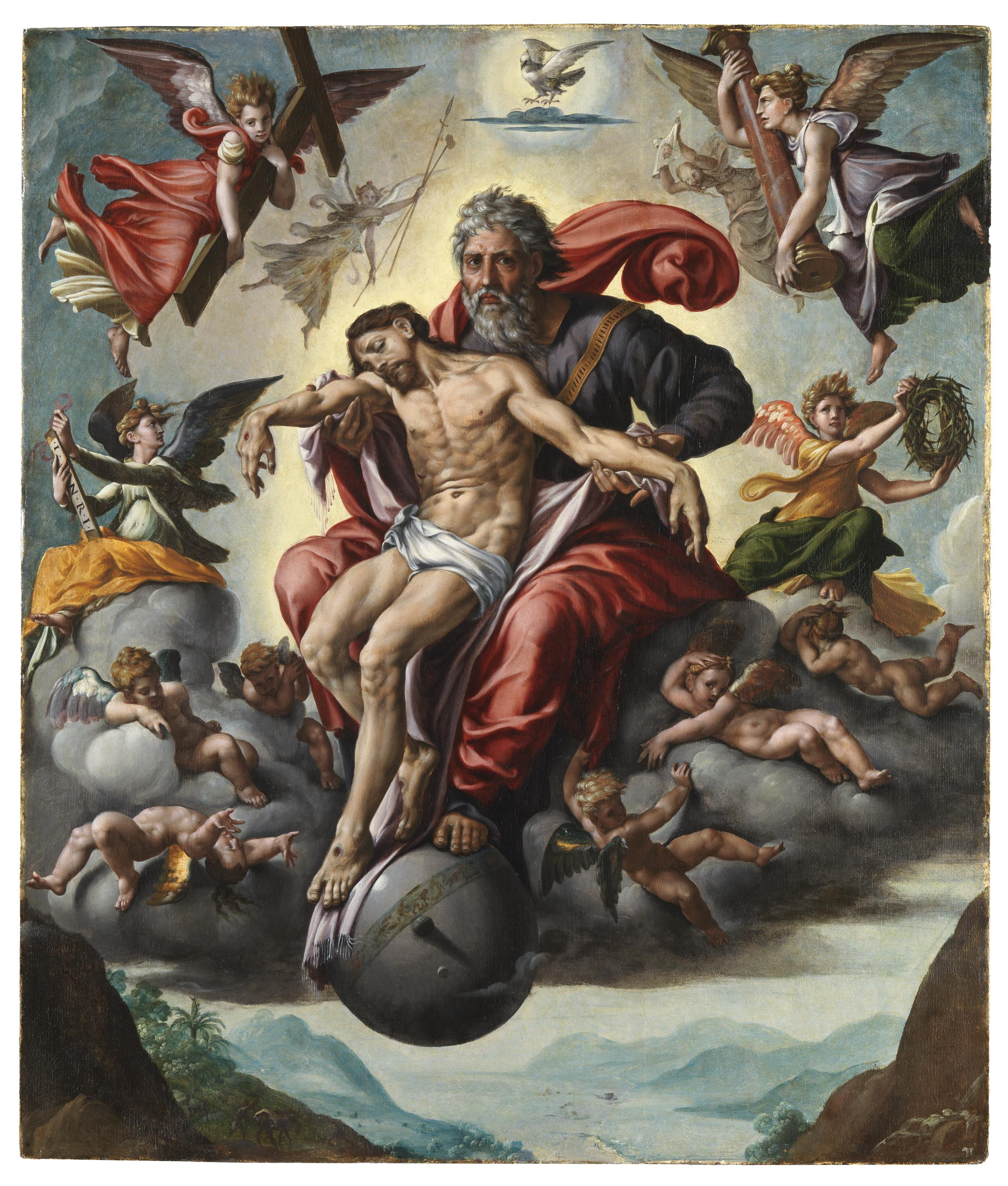
Jan Cornelisz Vermeyen, Trinité, XVIe siècle.
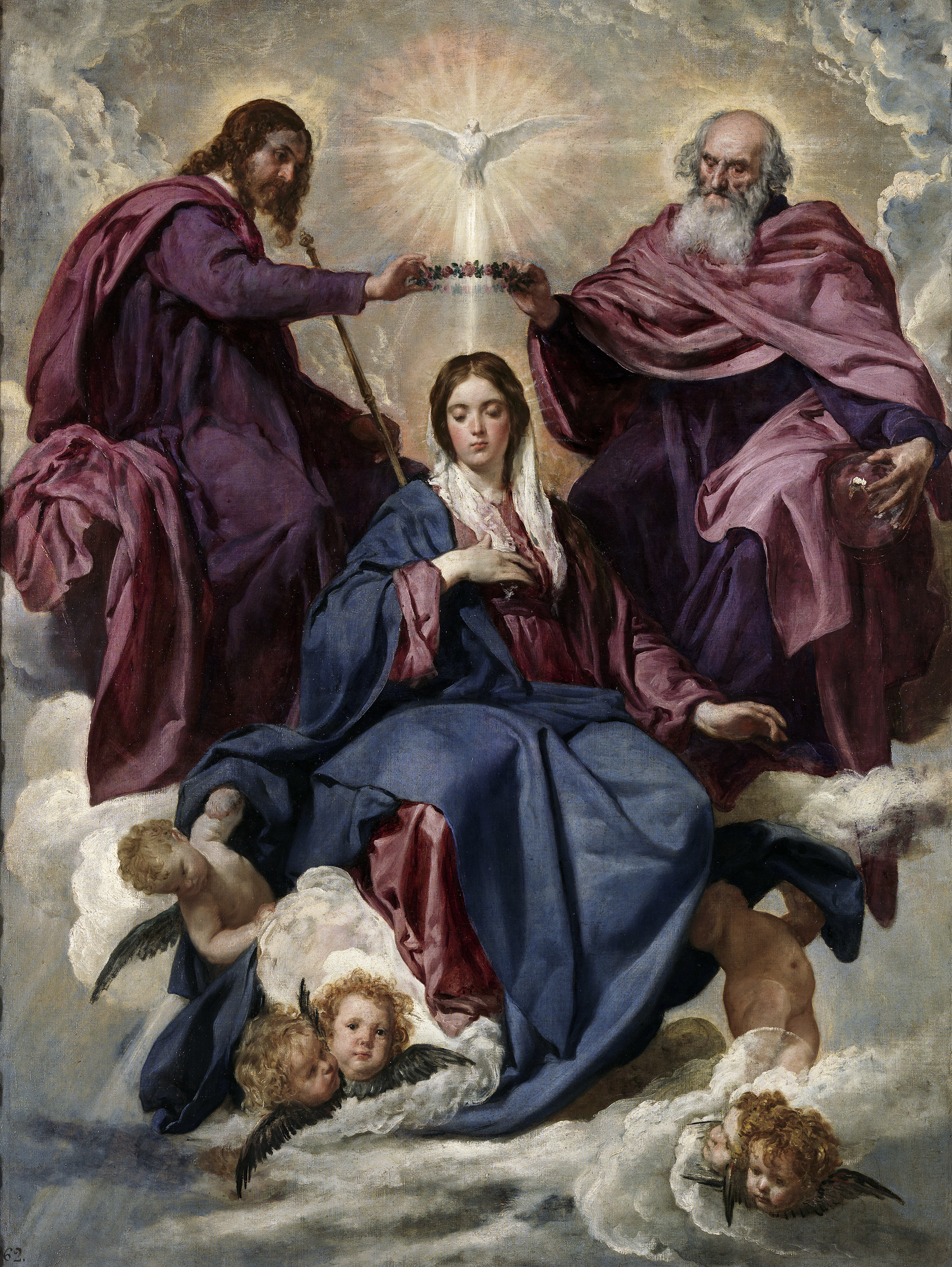
Diego Vélasquez, Le Couronnement de la Vierge, 1645.
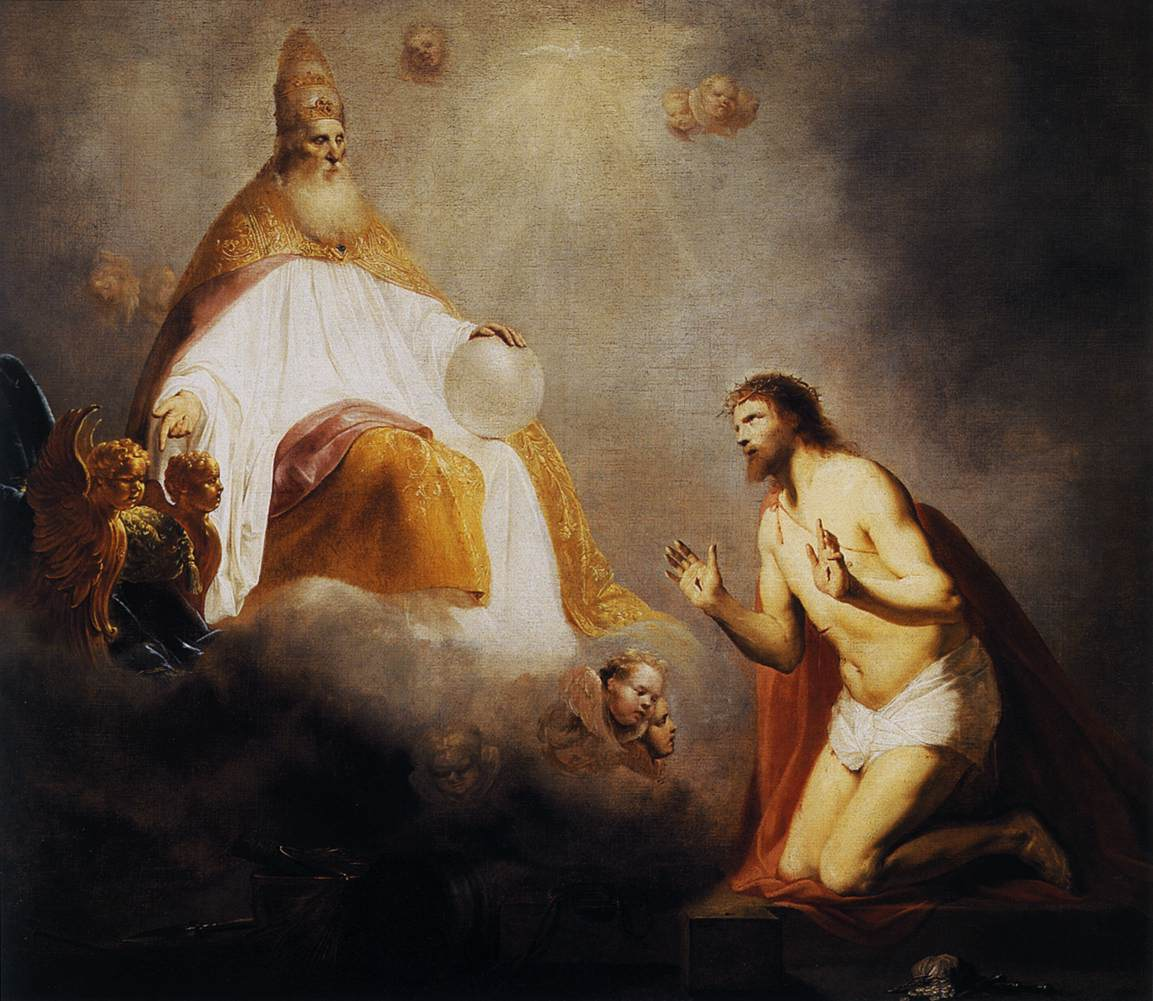
Dieu le Père offrant le trône de droite au Christ (détail), P. Grebber, 1654.
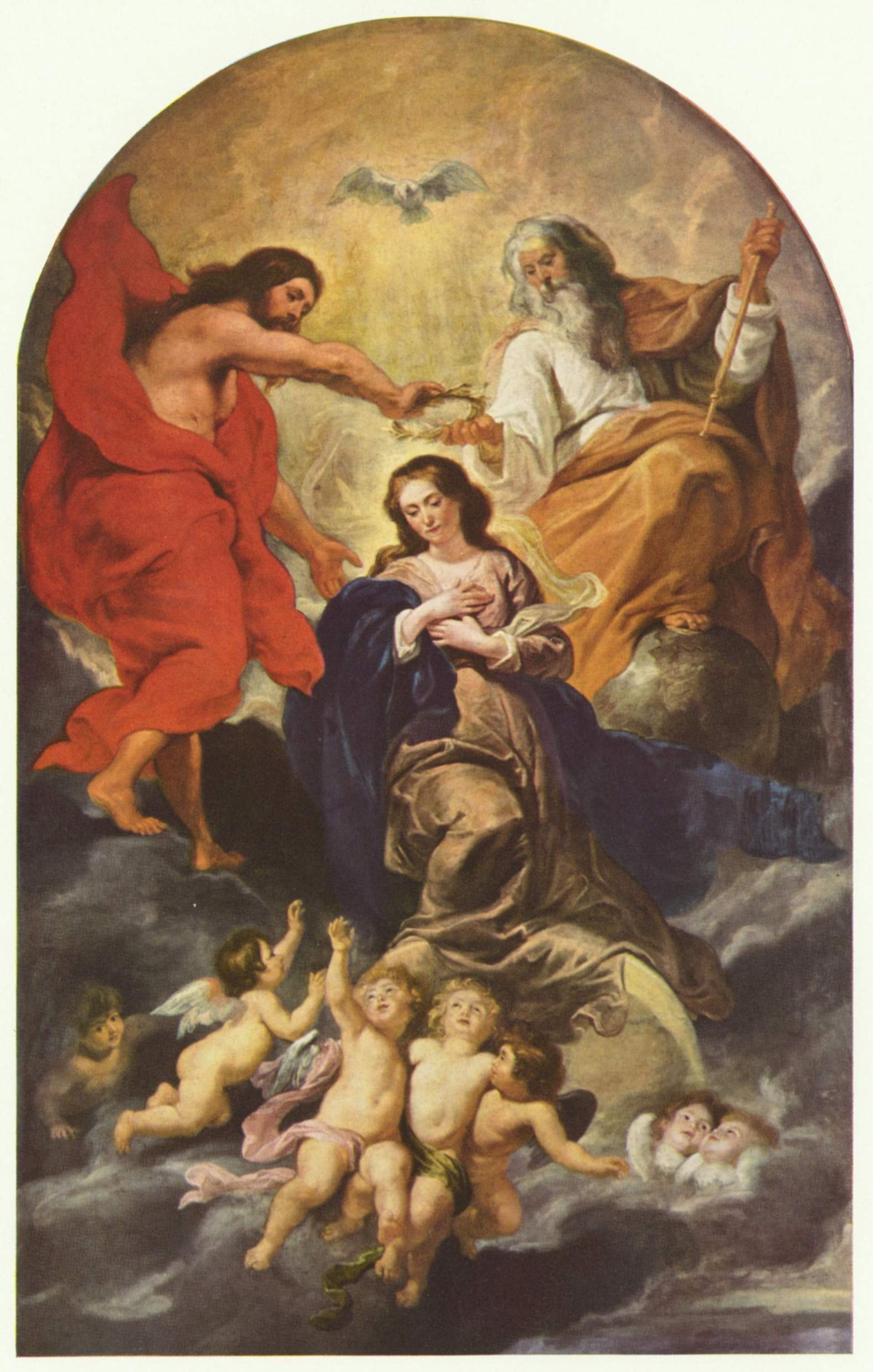
Couronnement de la Vierge de Rubens, XVIIe siècle.
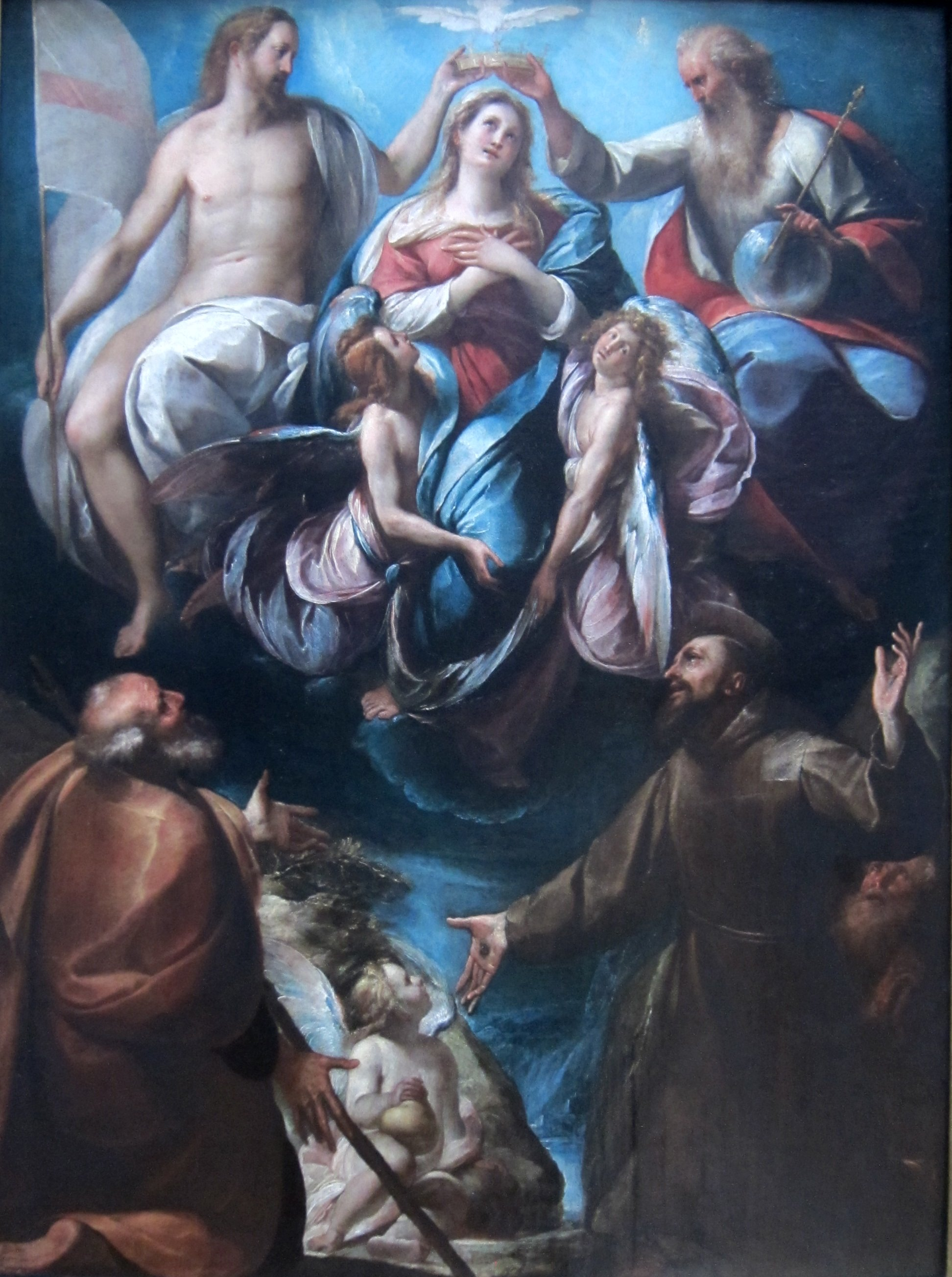
Giulio Cesare Procaccini, Couronnement de la Vierge, XVIIe siècle.
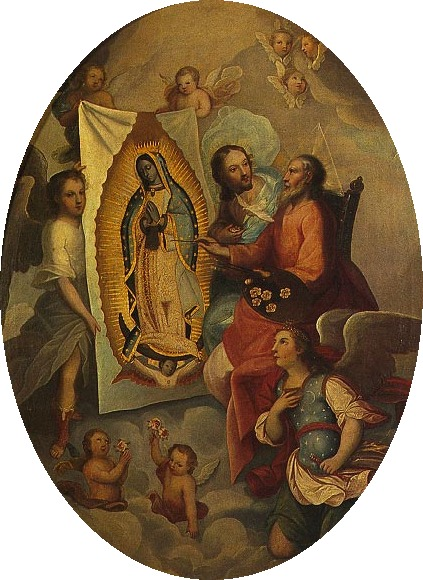
Dieu le Père peignant la Vierge de Guadalupe anonyme, XVIIIe siècle.
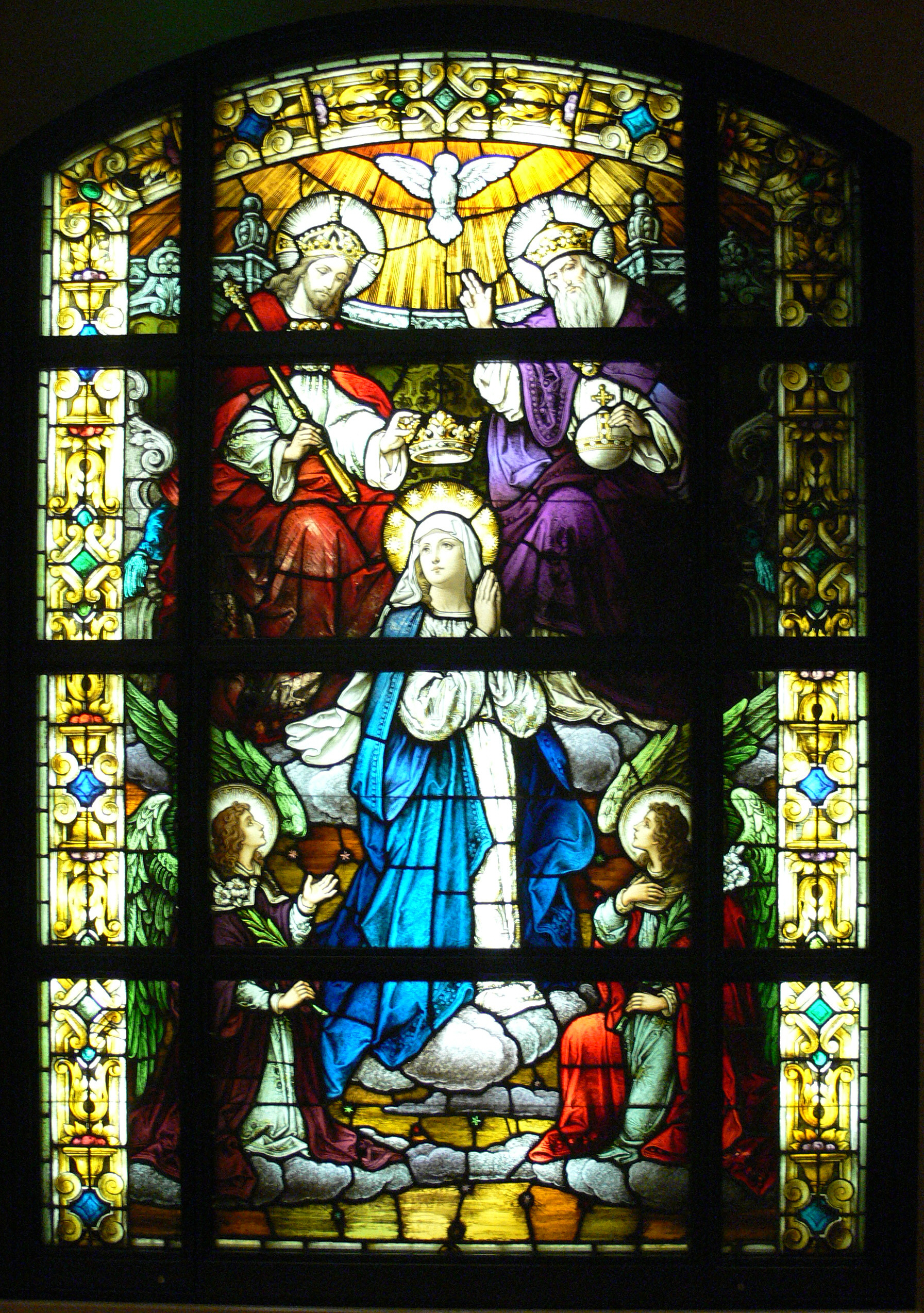
Cathédrale Notre-Dame-des-Anges de Los Angeles, Vitrail de 1920.

#### Musique
La prière du Notre Père a donné lieu à de nombreuses mises en musique. La première dont on ait conservé la trace appartient au chant grégorien. Une des plus connues en français est le Notre Père dit « de Rimsky-Korsakoff ».
On peut citer également la version d'André Caplet, les prières pour chant, harpe et quatuor à cordes. Et le choral pour orgue Vater unser im himmelreich de Georg Böhm au tout début du XVIIIe siècle repris ensuite par J.-S. Bach, dont Böhm fut un des précurseurs nord-allemands.

### Principales sources utilisées
: document utilisé comme source pour la rédaction de cet article.
- Jean Carmignac, Recherches sur le « Notre Père », Paris, Éditions Letouzey & Ané, février 1969, 608 p. (ISBN 978-2-204-08866-4)

1. 1 2  p.55
2. 1 2 3  p.56
3. 1 2 3  p.57
4. 1 2 3  p.58
5. 1 2 3  p.59
6. 1 2 3  p.62
7. ↑  p.63
8. 1 2 3 4 5 6  p.60
9. 1 2 3 4  p.61

- École Biblique de Jérusalem, Bible de Jérusalem, France, Cerf, 2009, 1376 p. (ISBN 978-2-204-06063-9)

1. ↑  p.1376
2. ↑  Évangile selon Matthieu 5, 16 : « Ainsi votre lumière doit-elle briller devant les hommes afin qu'ils voient vos bonnes œuvres et glorifient votre Père qui est dans les cieux. »

### Autres Références
1. ↑  Évangile selon Jean 1:18 - « Personne n'a vu Dieu à aucun moment »
2. ↑  (en) Cornwell, Hilarie, 1963- et Post, W. Ellwood (Willard Ellwood)., Saints, signs, and symbols, Morehouse Pub, 2009 (ISBN 978-0-8192-2345-6 et 0-8192-2345-X, OCLC 317778053, lire en ligne), p. 2
3. ↑  (en)Adolphe Napoléon Didron, Christian iconography: or The history of Christian art in the middle ages, Volume 1, 1851, ré-édition 2003  (ISBN 076614075X) pages 167 & ss.
4. ↑  Autres présences de la paternité de YHWWH dans la Bible : Deutéronome 32,6 ; Isaïe 64,7 ; Malachie 1,6 ; Malachie 2, 10; Tobie 13, 4 ; Ecclésiastique 23, 1 et 4
5. ↑  2 Samuel 7, 14 ; Isaïe 1, 2 ; Psaumes 27, 10 ; Psaumes 68,6 ; Isaïe 63, 16 ; Jérémie 3, 19 ; Ecclésiastique 51, 10 ; Sagesse 2, 16-18, Sagesse 2, 14,3
6. ↑  Osée 11, 1 - 3 ; Jérémie 31, 20 ; Psaume 103, 13 ; Proverbes 3, 12 ; Malachie 3, 17
7. ↑  Ecole Biblique de Jérusalem, Bible de Jérusalem, France, Cerf, 2009, 110 p. (ISBN 978-2-204-06063-9)
8. ↑  Genèse 32:28
9. ↑  « Genèse 32:29 », sur sefarim.fr, Akadem multimédia.
10. ↑  Thomas Römer, L'Invention de Dieu, Seuil, 2014, p. 46
11. ↑  Problème de vocalisation massorétique ; problème de la traduction ś-r-h en « battre, combattre » qui est incertaine car uniquement attestée dans Genèse 13 et le livre d'Osée : Os 12,4 dans la Bible Segond, Osée 12:4 dans la Bible du Rabbinat.
12. ↑  (Première épître de Jean chapitres 4, 8, 16)
13. ↑  (Luc 15,11)
14. ↑  Évangile selon Matthieu 11,27 et Évangile selon Luc 10,22
15. ↑  Évangile selon Jean 1, 12
16. ↑  Évangile selon Matthieu 6, 14-15
17. ↑  Évangile selon Marc 11, 25-26
18. ↑  Évangile selon Matthieu 7, 21
19. ↑  Évangile selon Luc 6, 36
20. ↑  Évangile selon Matthieu 5, 48
21. ↑  Évangile selon Jean 8,42
22. ↑  Évangile selon Matthieu 10, 29
23. ↑  Evangile selon Matthieu 7, 9 à 11 ; Évangile selon Luc 11, 11 à 13, et Évangile selon Matthieu 6, 26 à 30
24. ↑  Évangile de Matthieu 23,9
25. ↑  Catéchisme de l'Église catholique
26. ↑  Encyclique Laudato si', no 75
27. ↑  Isaie 42:14
28. ↑  Isaie 49:14-15.
29. ↑  Isaie 66:12-13.
30. ↑  Isaie 46:3-4.
31. ↑  Dt 32:18.
32. ↑  Osée 11:01- 4 ; autres références maternelle:. Ps 131:2; Job 38:8,29, Prov 8:22-25, 1 Pierre 2:2-3.
33. ↑  Anthony Feneuil, « Y a-t-il une femme dans la Trinité ? Le genre trouble du Saint-Esprit », The Conversation,‎ 2017 (lire en ligne, consulté le 19 décembre 2017)
34. ↑  Catéchisme de l'Église catholique en ligne sur le site Vatican.va.
35. ↑  The birth and growth of Utrecht
36. ↑  Traduction de Louis Segond, édition de 1909.
37. ↑  Livre de l'Exode 20:3 - « Tu ne te feras point d'idole, ni une image quelconque de ce qui est en haut dans le ciel, ou en bas sur la terre, ou dans les eaux au-dessous de la terre ».

Exode 33:20 - « Tu ne saurais voir ma face ; car nul homme ne peut me voir et vivre ».

Lévitique 26:1 - « Ne vous faites point de faux dieux; n'érigez point, chez vous, image ni monument, et ne mettez point de pierre symbolique dans votre pays pour vous y prosterner ».

Deutéronome 4:16 - « ...craignez de vous pervertir en vous fabriquant des idoles, représentation ou symbole de quoi que ce soit : image d'un individu mâle ou femelle ».

Deutéronome 4:23 - « Prenez garde d'oublier l'alliance que l'Éternel, votre Dieu, a contractée avec vous, de vous faire une idole, une image quelconque, que l'Éternel, ton Dieu, t'a défendue ».

Livre d'Isaïe 42:8 - « Je suis l'Eternel, c'est mon nom ! Je ne prête ma majesté à aucun autre, ni ma gloire à des idoles sculptées »
38. ↑  (en) Ferguson, George, 1899-1973., Signs & symbols in Christian art (ISBN 0-19-501432-4 et 978-0-19-501432-7, OCLC 4741858, lire en ligne), p. 92